# Supercopa russa de futbol
La Supercopa russa de futbol (Суперкубок России) és una competició a partit únic de futbol que es disputa anualment a Rússia. Per raons de patrocini actualment s'anomena Supercopa russa TransTeleCom (ТрансТелеКом Суперкубок России). Hi prenen part el campió de la Lliga russa de futbol i el de la Copa russa de futbol. Si els dos campions són el mateix club, hi participa el segon classificat de la lliga. El partit es disputa a inicis de la següent temporada, normalment al març.

## Historial
| Temporada | Campió                   | Marcador            | Finalista                | Estadi                                | Espectadors |
| --------- | ------------------------ | ------------------- | ------------------------ | ------------------------------------- | ----------- |
| 2003      | FC Lokomotiv Moscou      | 1 – 1 pr., 4–3 pen. | PFC CSKA Moscou          | Estadi Lokomotiv, Moscou              | 15000       |
| 2004      | PFC CSKA Moscou          | 3 – 1 pr.           | FC Spartak Moscou        | Estadi Lokomotiv, Moscou              | 18000       |
| 2005      | FC Lokomotiv Moscou      | 1 – 0               | FC Terek Grozny          | Estadi Lokomotiv, Moscou              | 9000        |
| 2006      | PFC CSKA Moscou          | 3 – 2               | FC Spartak Moscou        | Estadi Lujniki, Moscou                | 43000       |
| 2007      | PFC CSKA Moscou          | 4 – 2               | FC Spartak Moscou        | Estadi Lujniki, Moscou                | 45000       |
| 2008      | FC Zenit Sant Petersburg | 2 – 1               | FC Lokomotiv Moscou      | Estadi Lujniki, Moscou                | 48000       |
| 2009      | PFC CSKA Moscou          | 2 - 1               | FK Rubin Kazan           | Estadi Lujniki, Moscou                |             |
| 2010      | FK Rubin Kazan           | 1 - 0               | PFC CSKA Moscou          | Estadi Lujniki, Moscou                |             |
| 2011      | FC Zenit Sant Petersburg | 1 - 0               | PFC CSKA Moscou          | Estadi Kuban, Krasnodar               |             |
| 2012      | FK Rubin Kazan           | 2 - 0               | FC Zenit Sant Petersburg | Estadi Metallurg, Samara              |             |
| 2013      | PFC CSKA Moscou          | 3 - 0               | FC Zenit Sant Petersburg | Estadi Olimp - 2, Rostov del Don      |             |
| 2014      | PFC CSKA Moscou          | 3 - 1               | FK Rostov                | Estadi Kuban, Krasnodar               |             |
| 2015      | FC Zenit Sant Petersburg | 1 - 1, 4 - 2 pen.   | FC Lokomotiv Moscou      | Estadi Petrovski, Sant Petersburg     |             |
| 2016      | FC Zenit Sant Petersburg | 1 - 0               | PFC CSKA Moscou          | Estadi Lokomotiv, Moscou              |             |
| 2017      | FC Spartak Moscou        | 2 - 1               | FC Lokomotiv Moscou      | Estadi Lujniki, Moscou                |             |
| 2018      | PFC CSKA Moscou          | 1 - 0               | FC Lokomotiv Moscou      | Estadi Nijni Novgorod, Nijni Nóvgorod |             |
| 2019      | FC Lokomotiv Moscou      | 3 - 2               | FC Zenit Sant Petersburg | Estadi Nijni Novgorod, Nijni Nóvgorod |             |
| 2020      | FC Zenit Sant Petersburg |                     |                          |                                       |             |